# Michael Venus
Michael Venus (født 16. oktober 1987 i Auckland, New Zealand) er en professionel mandlig tennisspiller fra New Zealand.
Han repræsenterede New Zealand under sommer-OL 2016 i Rio de Janeiro, hvor han blev elimineret i første runde i double.
Venus vandt en bronzemedalje i herredouble ved sommer-OL 2020 sammen med Marcus Daniell.